# Ciserano
Ciserano est une commune italienne de la province de Bergame en Lombardie.

## Administration
| Période                                  | Période  | Identité         | Étiquette               | Qualité |
| ---------------------------------------- | -------- | ---------------- | ----------------------- | ------- |
| 14 juin 2004                             | En cours | Natale Zucchetti | Solidarietà e Progresso |         |
| Les données manquantes sont à compléter. |          |                  |                         |         |

### Hameaux
Maser, Casinecc, Fornas, Zingonia, La Sità

### Communes limitrophes
Arcene, Boltiere, Pontirolo Nuovo, Verdellino, Verdello